# Paulista
Paulista este un municipiu din Pernambuco, Brazilia, cu o populație de 303.404 locuitori în 2011.